# 第23警戒群
第23警戒群（だい23けいかいぐん）は、輪島分屯基地に所在した中部航空警戒管制団隷下の部隊である。
現在は、組織改編により、第23警戒隊となっている。

## 沿革
※輪島分屯基地としての沿革も含む
- 1947年（昭和22年）： 米軍レーダー管制部隊が輪島市袖ヶ浜へ展開
- 1953年（昭和28年）： 米軍レーダーが高洲山へ展開
- 1956年（昭和31年）： 航空自衛隊東部訓練航空警戒隊第2中隊第2小隊設立（袖ヶ浜）
- 1959年（昭和34年）： 米軍から航空自衛隊へレーダー移管
- 1961年（昭和36年）： 部隊移転（袖ヶ浜から青葉ヶ丘（現在）へ）
- 1961年（昭和36年）： 部隊改編（第23警戒群と改称）
- 1992年（平成04年）： 第303基地防空隊新設
- 2005年（平成17年）： 第303基地防空隊廃止
- 2021年（令和03年）06月末：廃止（第23警戒隊へ改編）

## 部隊編成
- 群本部
- 監視管制隊
- 通信電子隊
- 基地業務隊

## 歴代の主要幹部
| 代 | 氏名                 | 在職期間                                                    | 前職                                                      | 後職                                                    |
| -- | -------------------- | ----------------------------------------------------------- | --------------------------------------------------------- | ------------------------------------------------------- |
|    | 津田一郎             | 0000年00月00日 - 1970年07月15日                             |                                                           | 航空幕僚監部人事教育部教育課 術科教育班長               |
|    | 福岡宣雄             | 0000年00月00日 - 1973年07月15日                             |                                                           | 航空幕僚監部装備部補給課計画班長                        |
|    | 笹原幸弐             | 1973年07月16日 - 1975年04月15日                             | 航空自衛隊幹部学校付                                      | 航空総隊司令部防衛部指揮班長                            |
|    | 魚住昭典             | 0000年00月00日 - 1977年03月15日                             |                                                           | 西部航空警戒管制団 西部防空管制群司令                   |
|    | 西牟田道由           | 0000年00月00日 - 1978年07月31日                             |                                                           | 航空総隊司令部防衛部指揮班長                            |
|    | 西山幹男             | 1978年08月01日 - 1980年03月16日                             | 航空幕僚監部監理部会計課予算班長                          | 航空幕僚監部監理部会計課長                              |
|    |                      | 0000年00月00日 - 0000年00月00日                             |                                                           |                                                         |
|    | 十時國臣             | 0000年00月00日 - 1984年07月31日                             |                                                           | 南西航空警戒管制隊 南西防空管制群司令                   |
|    | 関昭                 | 0000年00月00日 - 1987年03月31日                             |                                                           | 航空幕僚監部防衛部勤務                                  |
|    | 亀井誠三郎           | 0000年00月00日 - 1988年03月15日                             |                                                           | 西部航空方面隊司令部防衛部防衛班長                      |
|    | 村岡繁樹             | 0000年00月00日 - 1991年07月31日                             |                                                           | 航空自衛隊幹部学校勤務                                  |
|    |                      | 0000年00月00日 - 0000年00月00日                             |                                                           |                                                         |
|    | 池邊正               | 2000年03月31日 - 2001年03月31日                             | 航空自衛隊幹部学校付                                      | 統合幕僚会議事務局第5幕僚室勤務 兼 防衛局防衛政策課勤務 |
|    | 物部明徳             | 2001年04月01日 - 2002年07月31日                             | 航空幕僚監部人事教育部教育課 一般教育班長                 | 高射教導隊副司令                                        |
|    | 三井晴雄             | 2002年08月01日 - 2003年11月30日                             | 第3高射群副司令                                           | 航空自衛隊幹部学校主任研究開発官                        |
|    | 高林久               | 2003年12月01日 - 0000年00月00日                             | 航空総隊司令部防衛部防衛課研究室長                        |                                                         |
|    |                      | 0000年00月00日 - 0000年00月00日                             |                                                           |                                                         |
|    | 佐藤雅俊 （2等空佐） | 2007年04月01日 - 2009年03月23日                             | 統合幕僚監部指揮通信システム部 指揮通信システム運用課勤務 | 航空システム通信隊 システム管理群司令                   |
|    | 神谷正一             | 2009年03月24日 - 2011年07月31日 ※2010年01月01日 1等空佐昇任 | 航空幕僚監部防衛部施設課 通信建設班長 （2等空佐）         | 近畿中部防衛局東海防衛支局 岐阜防衛事務所長             |
|    | 切石薫               | 2011年08月01日 - 2013年03月31日                             | 情報本部勤務                                              | 作戦情報隊作戦情報処理群司令                            |
|    | 井上英憲             | 2013年04月01日 - 2015年03月24日 ※2014年07月01日 1等空佐昇任 | 航空保安管制群副司令 （2等空佐）                          | 航空支援集団司令部防衛部 運用第2課長                    |
|    | 及川光洋 （2等空佐） | 2015年03月25日 - 0000年00月00日                             | 航空幕僚監部首席法務官付法務官 （法律支援担当）           |                                                         |
|    | 佐藤令 （2等空佐）   | 2017年08月01日 - 0000年00月00日                             | 統合幕僚監部運用部運用第1課勤務                           |                                                         |
| 末 | 二宮啓彰 （2等空佐） | 2019年08月31日 - 2021年06月30日                             | 航空戦術教導団高射教導群副司令                            | 第23警戒隊長                                            |